# 津久居彦七
津久居 彦七（つくい ひこしち、1854年4月11日（嘉永7年3月14日）- 1929年（昭和4年）6月29日）は、日本の政治家、衆議院議員、貴族院多額納税者議員。栃木県安蘇郡佐野町（現・佐野市）出身。足尾鉱毒事件解決のために奔走した田中正造をバックアップした人物としても知られる。

## 略歴
佐野町会議員、同町区長、同町名誉町長を歴任。1908年（明治41年）の第10回衆議院議員総選挙で栃木県郡部区から衆議院議員に当選（憲政本党）。立憲国民党員時代には上越線敷設運動にも参加した。
安蘇郡（現・佐野市一帯）の教育向上にも力を入れ、1899年（明治32年）には第四中学校創立期成会を設立。この運動の結果、旧制栃木県第四中学校（現・栃木県立佐野高等学校・附属中学校）が創立された。
1925年（大正14年）栃木県多額納税者として貴族院議員に互選され、同年9月29日に就任し、同成会に所属して活動し、在任中に死去した。